# Joeri Bruschinski
Joeri Bruschinski (ur. 30 czerwca 1986 r. w Tilburgu) – holenderski wioślarz.

## Osiągnięcia
- Mistrzostwa Świata U-23 – Glasgow 2007 – czwórka bez sternika wagi lekkiej – 4. miejsce[1].
- Mistrzostwa Świata – Poznań 2009 – ósemka wagi lekkiej – 3. miejsce[1].